# DEFENDER Europe
DEFENDER Europe е ежегодно многонационално съвместно учение на НАТО, ръководено от САЩ. Според информация на официалния уебсайт на щатската армия в Европа учението „е насочено към повишаване на стратегическата и оперативна готовност и взаимодействие между САЩ, съюзниците и партньорите от НАТО“.

## Други учения като част от DEFENDER Europe 21
„Бърза реакция“ (началото – средата на май) – отработка на въздушно-десантни операции в Естония, България и Румъния с участието на повече от 7000 военнослужещи от 11 държави.
„Незабавен отговор“ (средата на май – началото на юни) – повече от 5000 войници от 8 държави ще бъдат разсъсредоточени на 31 полигона в 12 различни страни за провеждане на бойни стрелби. Също така ще се проведе съвместна брегова операция за тилово снабдяване.
„Sabre Guardian“ (средата на май – началото на юни) – повече от 13 000 военнослужещи от 19 страни ще проведат бойни стрелби, операции по противовъздушната и противоракетната отбрана, а също мащабна медицинска евакуация.
Командно-щабни учения (юни) – около 2000 души ще проверят способностите на щаба да управлява многонационални сухопътни сили в съвместна и комбинирана учебна среда, поддържайки реални операции в 104 държави на два континента.